# Пржичина
Пшычына (пол. Pszyczyna) — польский дворянский герб.

## Описание
Щит пересечён на золото и лазурь. В золоте возникающий белый орёл; в лазури — кавалерский крест с золотой каймой и золотой на нём шестиконечной звездой.
Щит увенчан дворянскими шлемом и короной. Нашлемник: три страусовых пера, на них шестиконечная звезда. Намёт на щите голубой, подложенный золотом.

## Герб используют
Иван Тейнер, г. Пржичина, доктор медицины и хирургии, жалован 09.02.1826 дипломом на потомственное дворянское достоинство Царства Польского.